# Bévacizumab
Le bévacizumab est le premier anticorps monoclonal dirigé contre le facteur de croissance de l’endothélium vasculaire (en anglais : Vascular Endothelial Growth Factor ou VEGF). Il est développé par le laboratoire de Napoleone Ferrara au sein de la société Genentech. C'est un inhibiteur de l'angiogenèse tumorale qui ralentit la croissance de nouveaux vaisseaux sanguins.
Il est commercialisé sous le nom d'Avastin par les laboratoires Roche, dans le traitement contre certains cancers en 2004 : le cancer colorectal, les cancers du poumon, du sein, du rein et de l'ovaire et le glioblastome. En 2024, il est aussi utilisé contre le cancer du foie en association avec l'immunothérapie. Il est également utilisé en ophtalmologie dans le cadre du traitement de la dégénérescence maculaire liée à l'âge (DMLA).

## Historique
Pour son développement, Napoleone Ferrara reçoit le Prix Albert-Lasker pour la recherche médicale clinique 2010.

## Indications

### Cancer colorectal
La première indication du bévacizumab est le cancer colorectal métastasé, en association avec le fluorouracile. L'adjonction de bévacizumab à l’association fluorouracile/leucovorine offre un bénéfice statistiquement significatif et cliniquement pertinent pour les patients avec un cancer colorectal métastatique non préalablement traités.
Les données obtenues par l'essai randomisé AVANT sur l'adjuvant bevacizumab dans le cancer colorectal montrent une incidence plus élevée de rechutes et de décès chez les patients traités par bevacizumab en raison de la progression de la maladie suggérant une agressivité tumorale accrue après un traitement anti-angiogénique .

### Cancer du sein
Le bévacizumab est indiqué en association au paclitaxel ou au docétaxel en traitement de première ligne du cancer du sein métastatique.
Ces associations donnent une augmentation de la durée de vie sans récidive de 6 mois et une augmentation de la durée de vie de deux mois.
En décembre 2010, la FDA a retiré l'indication du cancer du sein pour le bévacizumab aux États-Unis du fait qu'il n'avait démontré son efficacité et sa sécurité pour les patientes. Les données combinées des quatre différents essais cliniques ont montré que le bévacizumab n'a pas assez augmenté la survie globale ni suffisamment ralenti la progression de la maladie par rapport au risque qu'il représente pour les patientes,.
En France, en mai 2011, la Haute Autorité de santé conclut : « Compte tenu du faible gain de survie sans récidive et de l’absence d’amélioration de la survie globale avec l’association bévacizumab/taxane versus taxane, l’intérêt de l’ajout de bévacizumab au paclitaxel est aujourd'hui moins bien établi. Cet intérêt est limité aux patientes négatives aux récepteurs HER2, aux œstrogènes et à la progestérone. ».

### Cancer du poumon
Le 11 octobre 2006, la FDA a approuvé le bévacizumab administré en association avec le carboplatine et le paclitaxel, comme traitement initial des patients atteints de cancer bronchique non à petites cellules, chez des patients non opérables avec une histologie sans prédominance épidermoïde. 
L'approbation est basée sur une amélioration significative de la survie globale. 
Une étude randomisée multicentrique menée par le Eastern Cooperative Oncology Group (en) (ECOG) a montré une augmentation de la durée de vie de 2 mois chez les patients traités par l'association bévacizumab, carboplatine et paclitaxel par rapport à ceux traités par l'association carboplatine et paclitaxel seuls.
Des événements indésirables graves et potentiellement mortels sont survenus plus fréquemment chez les patients recevant l'association bévacizumab, carboplatine et paclitaxel : neutropénie (27 % contre 17 %), fatigue (16 % contre 13 %), hypertension (8 % contre 0,7 %), infection sans neutropénie (7 % contre 3 %), thrombose ou embolie (5 % contre 3 %), pneumonie ou infiltrat pulmonaire (5 % contre 3 %), infections avec neutropénie (5 % contre 2 %), neutropénie fébrile (5 % contre 2 %), hyponatrémie (4 % contre 1 %), protéinurie (3 % contre 0) et céphalées (3 % contre 0,5 %).
Des événements indésirables mortels liés au traitement sont survenus plus fréquemment chez les patients recevant l'association bévacizumab, carboplatine et paclitaxel : hémorragie pulmonaire (2,3 % versus 0,5 %), hémorragie gastro-intestinale, infarctus du système nerveux central, perforation gastro-intestinale, infarctus du myocarde et septicémie neutropénique.

### Cancer du rein
Une autre indication du bévacizumab concerne le cancer du rein avancé et/ou métastatique, en association avec l'interféron alpha-2a. L'effet thérapeutique est cependant peu significatif avec deux à trois mois de survie entre la cohorte bévacizumab/interféron alpha-2a par rapport à la cohorte interféron alpha-2a seul.

### Cancers gynécologiques
Dans le cancer épithélial de l'ovaire, une étude a montré une augmentation de la durée de vie de 4 à 8 mois chez les patientes traitées par l'association bévacizumab, carboplatine et paclitaxel par rapport à celles traités par l'association carboplatine et paclitaxel seuls.
Dans le cancer du col utérin récidivant ou métastatique, l'addition de bévacizumab à la chimiothérapie conventionnelle augmente la survie de près de quatre mois.

### Cancer du foie
Le bévacizumab est utilisé en France dans les carcinomes hépatocellulaires comme médicament de thérapie ciblée, en conjugaison avec l'immunothérapie. Il ralentit la progression du cancer en agissant sur la vitesse de croissance des cellules cancéreuses et en empêchant le développement des vaisseaux sanguins qui alimentent la tumeur.

### Glioblastome
Le bévacizumab  stabilise la qualité de vie des patients atteints de glioblastomes et la survie sans progression sans pour autant améliorer la durée de vie, que cela soit en première ligne, ou en cas de récidive. Son emploi est autorisé par la FDA américaine dans les cas de glioblastomes récidivants depuis 2009.

### Dégénérescence maculaire liée à l'âge
Le bévacizumab est également utilisé en ophtalmologie dans le cadre du traitement de la dégénérescence maculaire liée à l'âge (DMLA) de type exsudative, visant à ralentir l'évolution de la maladie. Le traitement est administré dans l’œil par injection intra-vitréenne. 
Officiellement, cette maladie ne fait pas partie de ses indications, du moins en Europe. Le laboratoire produisant le bévacizumab commercialise également un médicament spécifique contre la DMLA, le ranibizumab, dont le coût est bien supérieur.  Même s'il existe moins d'études directes prouvant son efficacité que pour son concurrent, le ranibizumab (« Lucentis » de Genentech). Le bévacizumab semble cependant aussi efficace que ce dernier dans cette indication, mais le taux de complications est un peu supérieur,,.
Le bévacizumab tend ainsi à être largement utilisé dans certains pays essentiellement en raison de son prix réduit[réf. nécessaire].
Le 30 décembre 2014, en France, le décret qui autorise les recommandations temporaires d’utilisation (RTU) élargies a été publié dans le Journal Officiel. À partir du 1er septembre 2015, sur décision du ministère de la santé, le médicament est remboursé en France dans le traitement de la DMLA et ce malgré les réticences du laboratoire qui estime que le médicament n'est pas adapté à cette utilisation. Ce laboratoire, également producteur du concurrent plus cher, conteste ainsi l’autorisation d’utilisation dans la dégénérescence maculaire liée à l’âge devant le Conseil d’État.
Il faut préciser que le « Lucentis » de Genentech jouit de publicité, notamment sur les radios les plus écoutées de France, depuis une dizaine d'années, ce qui est parfaitement légal et même encouragé par les pouvoirs publics (finance les médias et lutte contre une maladie). De fait, en octobre 2015, il est l'un des médicaments les plus vendus en France, et le quatrième « médicament le plus coûteux en France (délivrés en officine) », si on multiplie son nombre de remboursements par son prix. L'Assurance maladie et l'Union Française des Consommateurs souhaitent favoriser son concurrent moins cher pour réduire le coût, le laboratoire répond que le service médical rendu du concurrent moins cher est moindre (taux de complications un peu supérieur).

## Effets secondaires
Une néphropathie induite par le médicament se montre dans certains cas ; une étude japonaise de 2014 décrit une insuffisance rénale en raison d'une microangiopathie thrombotique lors de l'usage de ce produit. Les autorités sanitaires ont récemment ajoutés à une section des « effets négatifs importants » dans la notice du bévacizumab.

## Divers
Le bévacizumab fait partie de la liste des médicaments essentiels de l'Organisation mondiale de la santé (liste mise à jour en avril 2013).
À l’Hôpital 20 Août 1953 à Casablanca au Maroc, un groupe de patients souffrant de dégénérescence maculaire  se fait injecter de l’Avastin dans l’œil. Au moins seize d’entre eux deviennent aveugles.